# Clintonia uniflora
Clintonie à une fleur
Espèce
Classification APG III (2009)
Clintonia uniflora, en français la Clintonie uniflore ou Clintonie à une fleur, est une espèce de plantes vivaces de la famille des Lys, présente dans les régions montagneuses de l'ouest de l'Amérique du Nord.

## Habitat
La Clintonie uniflore est présente en montagne de la Californie jusque dans la province canadienne de la Colombie-Britannique et même en Alaska.

## Description
La plante pousse au départ d'un rhizome. Elle apprécie les sous-bois des forêts de conifères sous climat tempéré. Elle se caractérise par seulement deux ou trois feuilles de plusieurs centimètres à la base de sa tige. La fleur unique, qui possède six tépales blancs, est située au sommet de la tige. Le fruit est une baie bleue d'un centimètre de diamètre environ.